# Pyrgulopsis bruneauensis
Pyrgulopsis bruneauensis е вид коремоного от семейство Hydrobiidae. Видът е критично застрашен от изчезване.

## Разпространение
Разпространен е в САЩ (Айдахо).